# Itararé (Santa Maria)
Itararé é um bairro do distrito da sede, no município  de Santa Maria no estado de Rio Grande do Sul, Brasil. Localiza-se na região nordeste da cidade.
O bairro Itararé possui uma área de 2,3131 km² que equivale a 1,90% do distrito da Sede que é de 121,84 km² e  0,1291% do município de Santa Maria que é de 1791,65 km².

## História

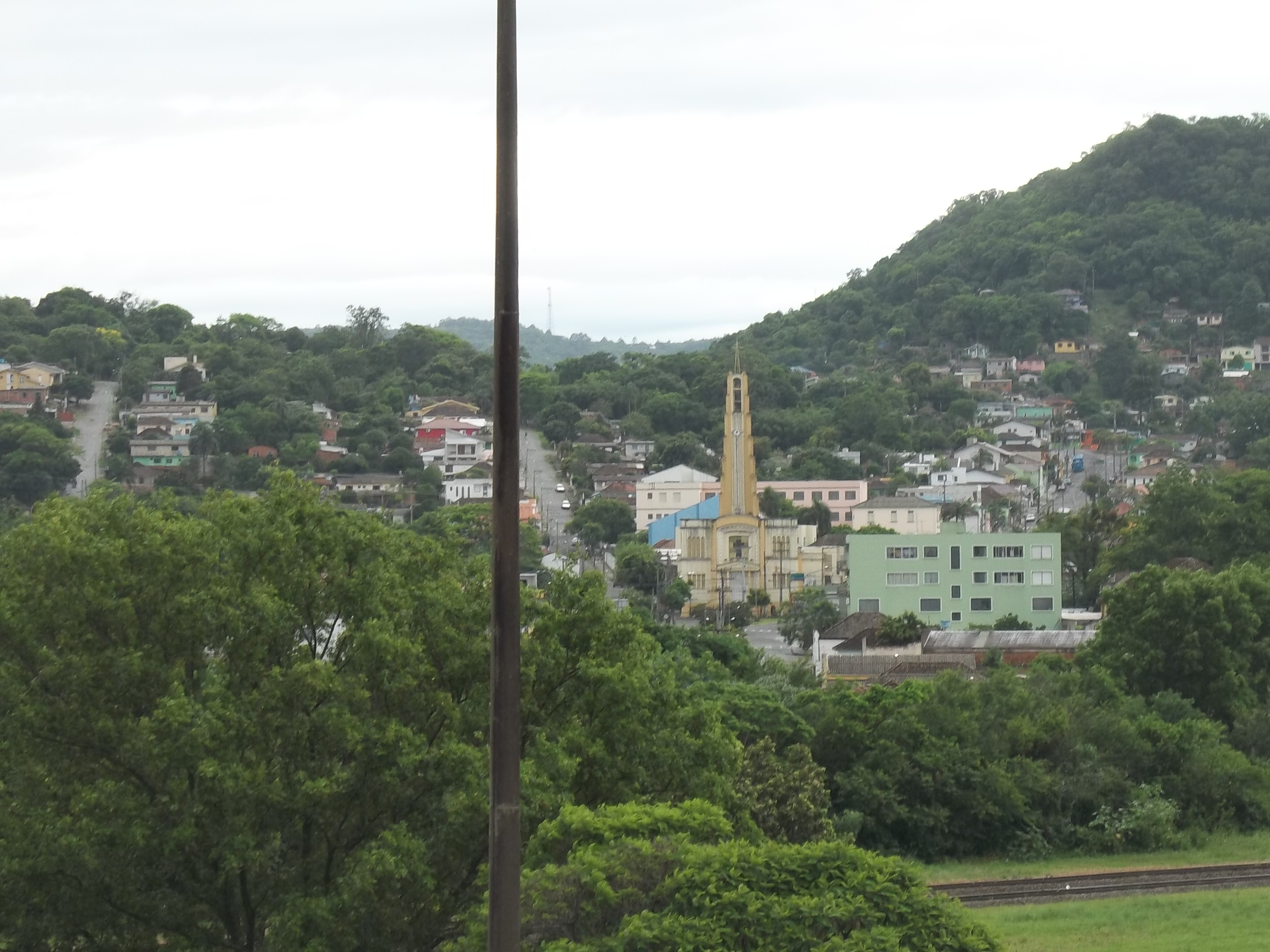
Vista parcial do Itararé a partir do Centro da Cidade.

O início da ocupação do bairro e seu posterior desenvolvimento se deram em virtude da malha ferroviária instalada na cidade. Desde de 1894, a ferrovia Santa Maria-Itararé, por onde grande parte da produção gaúcha era escoada, ligava o bairro à região homônima em São Paulo e deu origem ao nome da localidade.
Quanto a origem topônima da palavra "Itararé": é um termo tupi que significa "pedra escavada". Designa rios subterrâneos, que correm no interior de pedras calcárias.
Sua história econômica diferenciava-se dos demais bairros do município de Santa Maria por concentrar uma parcela significativa da população do Município que possuía alto poder aquisitivo, dados os elevados níveis de renda oriundos da empresa ferroviária local e do comércio que se desenvolveu nas proximidades da Estação Férrea. Contudo, a partir do fechamento das oficinas em torno dos anos 1990 e o encerramento das atividades mais precisamente em 1997, o bairro passa a enfrentar uma nova realidade, na qual, a inexistência de investimentos privados e a ausência de investimentos públicos, estabelecem uma nova realidade, na qual, o próprio município busca, a mais de uma década, alternativas econômicas para sanar as dificuldades existentes, mas que até o presente momento, apresenta poucas alternativas econômicas.
Ao encerrarem-se as atividades, os indivíduos e família locais, composto em sua ampla maioria em ferroviários, perderam os seus postos de trabalho e passaram a compor um dos maiores grupos de desempregados de Santa Maria. Uma das poucas alternativas viáveis apontam para a atividade turística, principalmente em função da herança da estrutura da via férrea e os monumentos existentes na área. Destaca-se, também, à estrutura peculiar de delimitação dos traçados do bairro, que se apresenta entre a Serra Geral e as antigas instalações da rede ferroviária de forma bem definida.
O bairro que possuía outrora certa independência, pelo fato de ter tido uma infraestrutura própria, em função do grande volume de capital que circulava pelo local e, pela autonomia que esta formação estrutural de um subcentro de comércio, serviços e equipamentos urbanos básicos lhe deu, viu um impacto negativo no espaço além da carência em relação aos demais setores do município, principalmente o central.
O bairro já existia oficialmente em 1986. Em 2006, o Itararé teve do seu território criado um novo bairro, o Campestre do Menino Deus.
Em 2005 quando a prefeitura e a Câmara Municipal de Santa Maria estavam configurando a divisão de bairros do distrito da Sede, a prefeitura chegou a sugerir que fosse criado o bairro Morro Cechella (Ou então Bela Vista Como foi sugerido pela população), contudo toda essa região passou a ser chamada - ou continuou sendo - Itararé.

## Limites
Limita-se com os bairros: Campestre do Menino Deus, Centro, Menino Jesus, Nossa Senhora do Perpétuo Socorro, Presidente João Goulart.
Descrição dos limites do bairro: A delimitação inicia no ponto do extremo-oeste do eixo da Avenida Perimetral, segue-se a partir daí pela seguinte delimitação: linha reta que parte deste ponto, no sentido nordeste, até encontrar o extremo-oeste da Rua Possadas; eixo da Rua Possadas, no sentido leste; eixo da linha férrea Santa Maria – Itaara, no sentido sudeste, cruzando a Rua Euclides da Cunha; eixo da Rua Canários, até encontrar a projeção da Rua Lupicínio Rodrigues; linha reta que parte deste ponto e liga a nascente da sanga que passa no extremo-leste da Rua Lourival Pires Dutra; pelo leito desta Sanga, no sentido a jusante, até encontrar a curva de nível 150 metros de altitude da barragem do Vacacaí-Mirim; por esta curva, no sentido a jusante; eixo da Rua Montanha Russa, no sentido sudoeste e sua projeção, até encontrar a linha férrea Santa Maria – Porto Alegre; linha férrea no sentido oeste; eixo da Rua Euclides da Cunha, no sentido sul; divisa sul da área da RFFSA, no sentido oeste; eixo da Rua Ary Nunes Tagarra, no sentido oeste; eixo do corredor da antiga linha de Porto Alegre, no sentido oeste, contornando para noroeste, passando pela divisa nordeste do Parque Itaimbé, até encontrar a continuação da Rua Ernesto Becker; eixo da continuação da Rua Ernesto Becker, no sentido noroeste; eixo da Avenida Assis Brasil, no sentido nordeste; eixo do corredor que liga esta Avenida com o extremo leste da Rua Borges do Canto, no sentido noroeste; eixo da Rua Dr. Luiz Mallo, no sentido norte; eixo da Rua Fernando Neumayer, no sentido oeste; linha reta que parte do ponto de deflexão do eixo da Rua Fernando Neumayer, no sentido norte e liga o outro ponto do extremo-oeste do eixo da Avenida Perimetral, início desta demarcação.

## Unidades residenciais
O bairro Itararé, pertencente ao distrito da Sede, é uma unidade de vizinhança que contém as seguintes unidades residenciais:
| #  | Unidade residencial          | Localização                       | Limites | Obs.       |
| -- | ---------------------------- | --------------------------------- | --- | ---------- |
| 1  | Canário                      | 29° 40' 05.58" S 53° 47' 38.48" O | A unidade residencial urbana localizada no extremo norte do Morro Cechella e cujos lotes confrontam para a rua conhecida por Canário. | [ Obs. 1 ] |
| 2  | Itararé                      |                                   | Toda a área do perímetro do Bairro Itararé sem denominação específica. |            |
| 3  | Loteamento Link              | 29° 40' 14.03" S 53° 48' 04.57" O | A unidade residencial, localizada no sopé do Morro Link que inicia no extremo norte da Rua Luiz Mallo com os fundos dos terrenos que confrontam ao sul com a Avenida Perimetral, segue-se, a partir daí pela seguinte delimitação: fundo dos terrenos que confrontam ao sul com a Avenida Perimetral, no sentido leste; linha de projeção do eixo da Rua Agne, no sentido sul; eixo da Avenida Perimetral, no sentido oeste; eixo da Rua Agrimão Fonseca, no sentido sul; eixo da Rua Vitor Menna Barreto, no sentido noroeste; fundos dos lotes que confrontam com a Rua República, no sentido sul; projeção do eixo da Avenida Fernando Neumayer, no sentido leste; leito de uma sanga tributária do Arroio Cadena, no sentido a jusante; eixo do corredor que liga a Avenida Visconde de Ferreira Pinto com a Rua Borges do Canto, no sentido noroeste; fundos dos lotes que confrontam ao leste com a Rua Luiz Mallo; eixo da Rua Marechal Deodoro, no sentido leste; eixo da Rua Luiz Mallo, no sentido norte; eixo da Rua Fernando Neumayer, no sentido oeste, até encontrar o eixo de deflexão sul desta Rua; linha que parte daí no sentido norte, até o extremo-leste da Avenida Perimetral, início desta demarcação. |            |
| 4  | Possadas                     | 29° 40' 10.33" S 53° 47' 52.79" O | A unidade residencial, localizada ao nordeste do Morro do Monumento ao Ferroviário e ao oeste da Rua Euclides da Cunha, junto à linha férrea Santa Maria – Itaara. |            |
| 5  | Vila Bela Vista              | 29° 40' 18.98" S 53° 47' 40.30" O | A unidade residencial urbana localizada no sopé do Morro Cechella que confronta a sudoeste com a Rua Euclides da Cunha e cujos lotes entestam com esta Rua e com as Ruas Noel Rosa, Lupicínio Rodrigues, 14 de Julho, Francisco Alves e Pe. João Batista Réus. |            |
| 6  | Vila Bürger                  | 29° 40' 35.01" S 53° 47' 24.78" O | A unidade residencial urbana localizada ao sul do Morro Cechella, entre este Morro e a Vila Pércio Reis e cujos lotes confrontam com uma rua que margeia a linha férrea. |            |
| 7  | Vila Felipe Menna Barreto    | 29° 40' 41.67" S 53° 47' 45.40" O | A unidade residencial urbana que confronta ao norte com a Avenida Assis Brasil; ao sudeste, com o fundo dos lotes que confrontam ao noroeste com a Rua Otávio Rocha e ao sul com a Rua Anita Garibaldi. |            |
| 8  | Vila Kruel                   | 29° 40' 38.65" S 53° 48' 03.57" O | A unidade residencial urbana que confronta ao noroeste com uma sanga afluente do Arroio Cadena; ao nordeste, com a Rua Anita Garibaldi; a sudeste, com a Rua Ignácio V. Machado e ao sudoeste com a Rua Júlio Durand. | [ Obs. 2 ] |
| 9  | Vila Montanha Russa          | 29° 40' 35.51" S 53° 47' 11.89" O | A unidade residencial não possui limites pré-definidos. |            |
| 10 | Vila Nossa Senhora Aparecida | 29° 40' 25.43" S 53° 47' 10.87" O | A unidade residencial urbana localizada no sudeste do Morro Cechella, entre este Morro, Vila Pércio Reis e Barragem do DNOS. | [ Obs. 3 ] |
| 11 | Vila Pércio Reis             | 29° 40' 39.79" S 53° 47' 23.64" O | A unidade residencial urbana que confronta ao norte com o Morro Cechella, ao sul com a linha férrea Santa Maria-Porto Alegre, a oeste com a Rua Euclides da Cunha e cujos lotes confrontam com as Ruas Mãe Ondina da Conceição, Tapes, Armando Ceccin, Manuel Vargas, “C”, “D” e Corredor “B’. |            |
| 12 | Vila Popular Leste           | 29° 41' 03.25" S 53° 47' 49.53" O | A unidade residencial urbana que se localiza ao leste da Rua Euclides da Cunha e confronta a noroeste com a Vila Bela Vista; a nordeste com a linha férrea da Serra; a sudeste e sul com a Vila Pércio Reis e a oeste com a Rua Euclides da Cunha e cujos lotes confrontam com as Ruas Dr. Eduardo Emílio Pereira dos Santos, Suzana, Mal. Deodoro e a Rua Euclides da Cunha. |            |
| 13 | Vila Popular Oeste           | 29° 41' 00.60" S 53° 48' 00.03" O | A unidade residencial urbana que se localiza ao oeste da Rua Euclides da Cunha, com a seguinte confrontação: ao noroeste, entre a Rua Marechal Deodoro e a Rua Euclides da Cunha, com o fundo dos lotes que confrontam ao sudeste com a Rua Otávio Rocha; a leste, com a Rua Euclides da Cunha: ao sul, com a Rua Anita Garibaldi; ao oeste, entre a Rua Anita Garibaldi e a Rua Marechal Deodoro, com o fundo dos lotes que confrontam a leste com a Rua Otávio Rocha. |            |

1. ↑  O acesso principal se dá pela Rua Canário.
2. ↑  O acesso principal se dá pela Avenida Assis Brasil.
3. ↑  O acesso se dá pela Rua Nossa Senhora Aparecida.

## Demografia

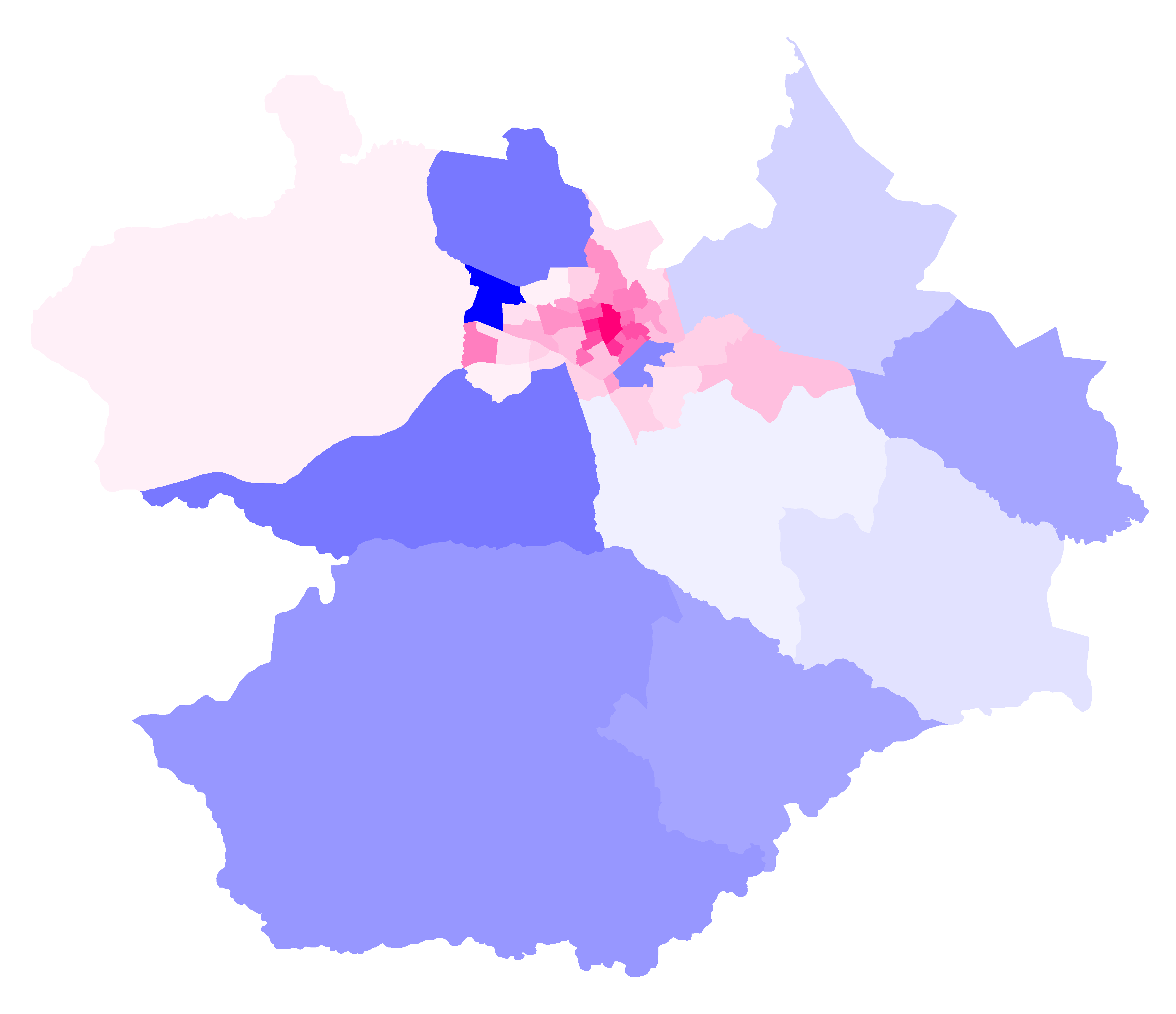
Município de Santa Maria com as divisões em bairros. Azul: bairros com predominância masculina; rosa: bairros com predominância feminina.

Segundo o censo demográfico de 2010, Itararé é, dentre os 50 bairros oficiais de Santa Maria:
- Um dos 41 bairros do distrito da Sede.
- O 12º bairro mais populoso.
- O 28º bairro em extensão territorial.
- O 20º bairro mais povoado (população/área).
- O 19º bairro em percentual de população na terceira idade (com sessenta anos ou mais).
- O 33º bairro em percentual de população na idade adulta (entre 18 e 59 anos).
- O 26º bairro em percentual de população na menoridade (com menos de 18 anos).
- Um dos 39 bairros com predominância de população feminina.
- Um dos 20 bairros que registraram moradores com cem anos ou mais, com um total de 2 habitantes femininos.

Distribuição populacional do bairro
1. Total: 7300 (100%)
  1. Urbana: 7300 (100%)
  2. Rural: 0 (0%)
2. Homens: 3382 (46,33%)
  1. Urbana: 3382 (100%)
  2. Rural: 0 (0%)
3. Mulheres: 3918 (53,67%)
  1. Urbana: 3918 (100%)
  2. Rural: 0 (0%)

A partir da finalização da via férrea e consequentemente da estação de Santa Maria, o Itararé passou a ser o primeiro bairro no município a abrigar moradores de ordem judaica, dado o alto poder aquisitivo da população que ali passava, esses juntamente com italianos que residiam em pequenos municípios no entorno de Santa Maria passaram a instalar pequenos comércios nas proximidades. Contudo, o espírito empreendedor do Itararé não constitui-se em especialidade italiana e judaica, mas também alemã, pois coube aos alemães instalarem no bairro as primeiras fábricas locais de bebidas, calçados, bolachas e de café.
Origem étnica da população do bairro Itararé
| Origem      | Quantidade(%) |
| ----------- | ------------- |
| Italianos   | 28,00%        |
| Outros      | 27,00%        |
| Alemães     | 22,00%        |
| Portugueses | 13,00%        |
| Africanos   | 6,00%         |
| Espanhóis   | 4,00%         |
| Total       | 100%          |

Segundo o censo de 2000, e considerando os seus limites naquele ano, o bairro tinha um total de 10.123 habitantes (4.776 homens e 5.347 mulheres).

## Infraestrutura
Espaços Públicos

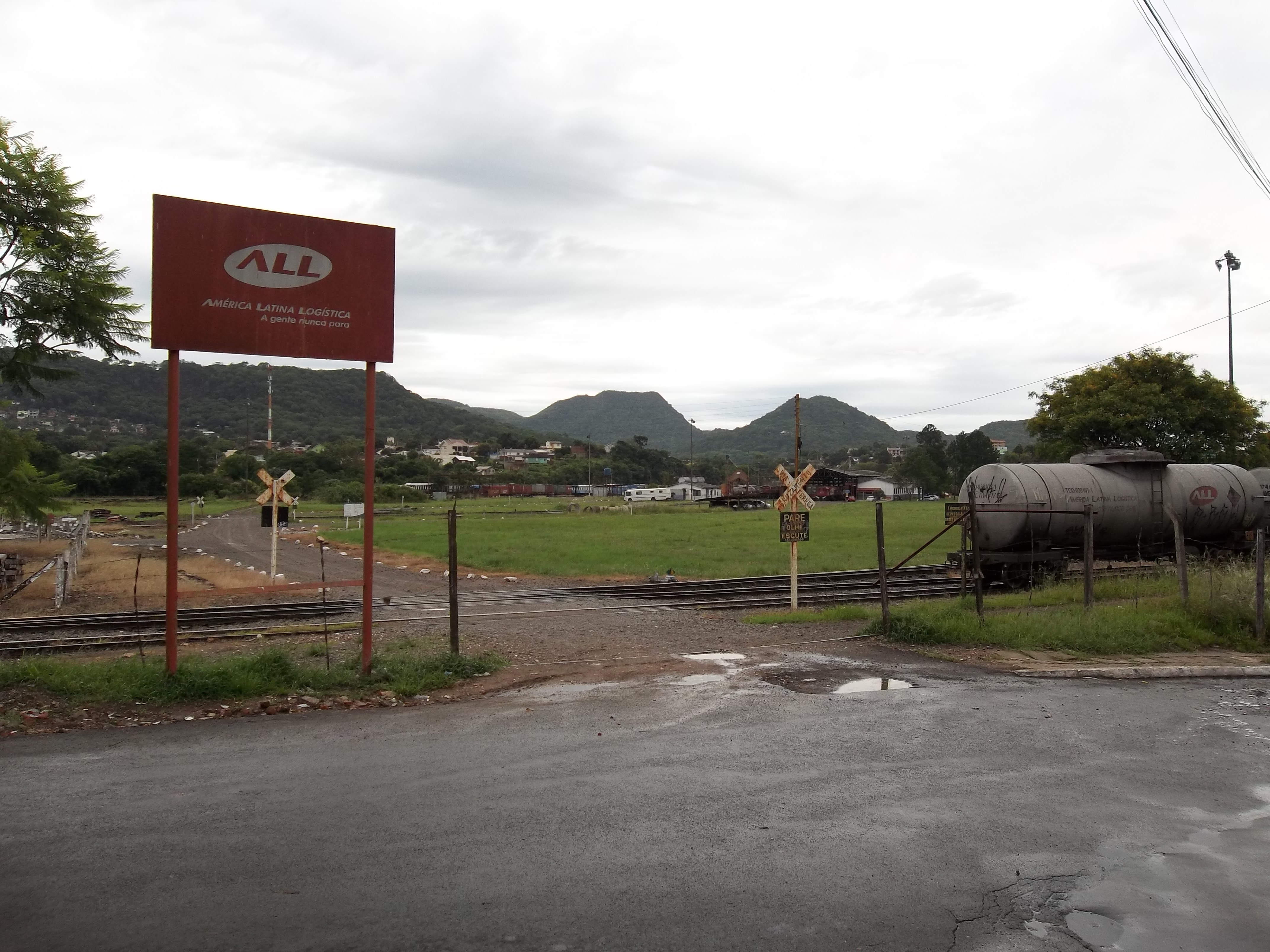
Parque de Triagem da América Latina Logística situado na divisa do bairro com o Centro.

No bairro está situada a praça Ernesto Botton (Monsenhor) (ex-Assis Brasil) e o largo Domingos Mazzorani.
Turismo
- Monumento ao Ferroviário: Criado em 1930, em função da Revolução de 30, na qual os ferroviários levaram de trem Getúlio Vargas ao Rio de Janeiro. O governador Flores da Cunha em reconhecimento ao ato, mandou construir esse monumento em homenagem aos ferroviários.